# Allaertshuizen
Allaertshuizen is een historische hoeve in het tot de West-Vlaamse gemeente Koksijde behorende dorp Wulpen, gelegen aan de Allaertshuizenstraat 5 en Veurnekeiweg 18.

## Geschiedenis
In 1124 verkreeg de Abdij Ten Duinen hier een domein, dat geleidelijk werd uitgebreid. In 1218 werd de naam Allaertshuizen voor het eerst vermeld. In 1228 was er sprake van een hoeve. In het tweede kwart van de 13e eeuw onder abt Nicolaas van Belle, werd nog een grote voorraadschuur toegevoegd.
In 1590 en 1593 vonden verwoestingen plaats door de Geuzen.
Tegenwoordig is het goed in twee hoeven gesplitst, die allebei binnen eenzelfde omgrachting zijn gelegen. Deze hoeven zijn voor een belangrijk deel van veel recenter datum (19e en 20e eeuw). Naast het huis aan de Veurnekeiweg bevindt zich een wagenhuis en stallen uit het begin van de 18e eeuw. De zuidwestgevel van de dwarsschuur toont nog overblijfselen van de 13e-eeuwse schuur.